# Monumento a Virgilio (Brindisi)
Il monumento a Virgilio è una scultura marmorea realizzata da Floriano Bodini posta nei giardinetti di piazza Vittorio Emanuele II a Brindisi.

## Storia
Commissionata nel 1981 per celebrare il bimillenario della morte del poeta Publio Virgilio Marone, l’opera fu inaugurata il 27 marzo del 1986. Venne poi spostata nella posizione attuale nel 1988, nonostante il Bodini avesse immaginato di posizionarla nella poco distante piazzetta Engelberto Dionisi, proprio dove Virgilio aveva passato le sue ultime ore di vita.

## Descrizione
La scultura è realizzata in marmo bianco statuario di Carrara e venne scolpita presso il laboratorio Nicoli, sempre a Carrara. La scelta del materiale rappresenta, nelle parole dell’artista, un collegamento alla tradizione: “Ho immaginato istintivamente la scultura in marmo bianco di Carrara, materia carica delle suggestioni della più grande tradizione classica, da Fidia a Moore”.
Nel monumento sono raffigurati simbolicamente i principali temi dell’opera del poeta mantovano. La Vittoria Alata è priva di braccia, eretta su una colonna sulla quale cade un sudario, come per intendere che non può esserci vittoria senza dolore e lutto. Intorno alla base di detta colonna ci sono poi una serie di riproduzioni simboliche virgiliane: un elmo, un cavallo, un cane, un agnello e un ramo di ulivo. Si hanno dunque il contrasto tra il bene e il male, e tra vita attiva e contemplativa, di cui Virgilio ha scritto in opere tanto diverse tra loro come l’Eneide, le Georgiche e le Bucoliche.
La posizione della scultura, rivolta verso il mare orientale da cui ha origine il viaggio di Enea, è altrettanto significativa. Ne parla lo stesso Bodini: “Ho accettato questo incarico di ricordare il bimillenario di Virgilio per testimoniare, attraverso una grande scultura, il mio legame con i temi, con i significati epici e quotidiani di questo grande poeta. (…) Ritengo vitali ed attuali la scelta di simboli quali l’elmo, la Nike, l’ulivo, il cavallo, l’agnello, a significare il contrasto tra la pace e la guerra, il bene e il male, lo scorrere dei giorni e i drammatici contrasti che continuamente li travagliano. La collocazione della scultura ha un senso preciso nel suo rapporto col mare, il mare orientale di Enea, che vide le ultime ore di Virgilio”.

## Virgilio e Brindisi
Publio Virgilio Marone possedeva una casa sul lungomare di Brindisi, il cui porto era all’epoca un importante snodo commerciale verso l’Oriente. L’abitazione era sita nella piazzetta prospiciente le due colonne romane poste al termine della via Appia, che col tempo sono diventate il simbolo della città. Il poeta morì a Brindisi nel 19 a.C., poco dopo essere tornato da un viaggio in Grecia utile per completare alcuni passi dell’Eneide. In quest’opera Virgilio, per descrivere il luogo di approdo di Enea, aveva preso come riferimento proprio il porto di Brindisi, con la sua caratteristica forma a testa di cervo che gli garantisce sicurezza dagli attacchi esterni.